# 中村歌右衛門 (初代)
初代 中村 歌右衛門（なかむら うたえもん、正徳4年（1714年） - 寛政3年10月29日（1791年11月24日））は、江戸時代中期の上方の歌舞伎役者。屋号は加賀屋、定紋は祇園守。俳名に一先・一洗など。本名は大關 榮藏（おおせき ひでぞう）。

## 人物
医師の大關俊庵の子として加賀国金沢に生まれる。幼名を芝之助。芸事が好きで享保15年（1730年）ごろから旅役者の一座に加わり、初代中村源左衛門の門人となり中村歌之助を名乗る。中村歌右衛門と改名したのは寛保元年（1741年）ごろであるといわれる。
地方の芝居で活躍するうち力を付け、翌寛保2年（1742年）11月に京の早雲座の舞台に立つ。寛延元年（1748年）には大坂に出て、11月『冬篭妻乞軍』の久能谷金吾で人気役者となる。
その後も歌右衛門の活躍は続き、作者並木正三と提携して『桑名屋徳蔵入船物語』『霧太郎天狗酒盛』『日本一和布刈神事』などの初演をつとめる。宝暦3年（1753年）12月には大坂三条座の『けいせい天羽衣』で山名宗全をつとめ、実悪の頂点に立つ。宝暦7年（1757年）3月には江戸市村座に出て、宝暦10年（1760年）には森田座『聖花弓勢鑑』の七変化所作事で大当たりをとり。名実ともに三都随一の人気役者となる。
このとき、四代目市川團十郎と舞台を共にしたのが縁で、終生変わらぬ友情を育む。のち歌右衛門の屋号は四代目のときに成駒屋となるが、これは初代と團十郎との絆を記念して、團十郎の屋号成田屋の一字をとったものである。それまでの歌右衛門の屋号は初代の生国から加賀屋だった。
旺盛な舞台活動の傍ら作者としても活躍し、中村嘉七（なかむら かしち）の名で創作活動も行う。天明2年（1782年）11月に加賀屋歌七と改名、歌右衛門の名は門人の初代中村東蔵に譲る。歌七改名後も舞台活動を続け、寛政元年（1789年）11月京の都万太夫座『刈萱桑門筑紫いえづと』の新洞左衛門が最後の舞台となる。墓所は石川県金沢市東山の真成寺。なお、後世の1958年（昭和33年）に当時の六代目中村歌右衛門が初世から三世までの歌右衛門を弔い、「加賀屋代々の墓」として青山霊園内に慰霊碑を建立している。慰霊碑の隣には六代目本人が眠る。
旅役者から大芝居の座頭に出世した立志伝中の人である。清水清玄、蘇我入鹿、日本黙右衛門などを当たり役とし、大らかな花のある芸風だった。眼光鋭く執念深い役柄に秀でていた。時代物、世話物に長じ風姿口跡ともによく、実悪の名人と賞された。子に三代目中村歌右衛門がいる。